# Siminicea
Siminicea est une commune roumaine située dans le județ de Suceava.